# Хшчони (Остроленцький повіт)
Хшчони (пол. Chrzczony) — село в Польщі, у гміні Трошин Остроленцького повіту Мазовецького воєводства.
Населення — 63 особи (2011).
У 1975-1998 роках село належало до Остроленцького воєводства.

## Демографія
Демографічна структура станом на 31 березня 2011 року:
|          | Загалом | Допрацездатний вік | Працездатний вік | Постпрацездатний вік |
| -------- | ------- | ------------------ | ---------------- | -------------------- |
| Чоловіки | 34      | 5                  | 25               | 4                    |
| Жінки    | 29      | 7                  | 17               | 5                    |
| Разом    | 63      | 12                 | 42               | 9                    |